# ستيف هينسون (سياسي)
ستيف هينسون هو سياسي أمريكي، ولد في 30 مارس 1959 في إنديانابوليس في الولايات المتحدة. نشط حزبياً في الحزب الديمقراطي. وقد انتخب عضو مجلس ولاية جورجيا ‏.